# USS Panay (PR-5)
«Панай» (англ. USS Panay) — американская канонерская лодка, которая служила в патруле Янцзы в Китае, пока не была потоплена японской авиацией 12 декабря 1937 года на реке Янцзы.
Судно было заложено на верфи «Kiangnan Dockyard and Engineering Works» в Шанхае и спущено на воду 10 ноября 1927 года. Оно было спонсировано миссис Эллис С. Стоун и введено в эксплуатацию 10 сентября 1928 года, командиром стал капитан-лейтенант Джеймс Макки Льюис.

## История
Построена для службы в составе Азиатского флота на реке Янцзы, «Панай» выполнял свою основную задачу по защите американских жизней и имущества, которым часто угрожали беспорядки, которые в 1920-е и 1930-е годы принесли в Китай, пытавшийся модернизироваться, создать сильное центральное правительство, а позже противостоять японской агрессии. На протяжении всей службы лодки «Панай», судоходству на Янцзы постоянно угрожали бандиты и разбойники, и «Панай», и родственные ему корабли обеспечивали защиту американских судов и граждан, как это делали другие иностранные силы для своих граждан. Часто отряды с лодкой «Панай» служили вооруженной охраной для американских пароходов, курсирующих по реке. В 1931 году командир судна, капитан-лейтенант Р. А. Дайер, докладывал: «Обстрелы канонерских лодок и торговых судов стали настолько обычным делом, что любое судно, проходящее по реке Янцзы, плывет с ожиданием обстрела. К счастью, — добавил он, — китайцы, похоже, довольно плохие стрелки, и до сих пор корабль не понес никаких потерь в этих столкновениях».
Пока японцы продвигались через южный Китай, американские канонерские лодки эвакуировали большую часть сотрудников посольства из Нанкина в ноябре 1937 года. «Панай» был назначен в качестве станционного корабля, чтобы охранять оставшихся американцев и вывезти их в последний момент. «Панай» эвакуировал оставшихся американцев из города 11 декабря, в результате чего на его борту находились пять офицеров, 54 рядовых, четыре сотрудника посольства США и 10 гражданских лиц, включая оператора «Universal News» Нормана Аллея, оператора «Movietone News» Эрика Мейелла, корреспондента «New York Times» Нормана Сунга, корреспондента «Collier’s Weekly» Джима Маршалла, корреспондента «La Stampa» Сандро Сандри и корреспондента «Corriere della Sera» Луиджи Барзини-младшего. Панай двинулся вверх по реке, чтобы избежать участия в боях вокруг обреченной столицы. Вместе с ним отплыли три американских торговых танкера. Старший японский командующий ВМС в Шанхае был проинформирован об этом перемещении как до, так и после.

### Потопление корабля японской авиацией
12 декабря 1937 года японская морская авиация получила приказ от своей армии атаковать «любые и все суда» в Янцзы выше Нанкина. Зная о присутствии лодки «Панай» и торговых судов, Императорский флот Японии запросил подтверждение приказа, которое было получено до начала атаки около 13:27 того же дня. Несмотря на то, что на корабле под командованием капитан-лейтенанта Джеймса Дж. Хьюза было вывешено несколько больших флагов США, а также один флаг, нарисованный на рубке, японские самолёты продолжали обстрел и бомбардировку. В лодку «Панай» попали две из восемнадцати 60-кг бомб, сброшенных тремя бомбардировщиками Yokosuka B4Y Type-96, а также девятью истребителями Nakajima A4N Type-95. Бомбардировки продолжались до тех пор, пока «Панай» не затонул в 15:54. Кладовщик первого класса Чарльз Л. Энсмингер, капитан танкера Standard Oil Карл Х. Карлсон и итальянский репортер Сандро Сандри были убиты, рулевой старшина Эдгар К. Халсебус умер позже той же ночью. 43 моряка и пять гражданских лиц были ранены.
На лодке «Панай» присутствовали два оператора кинохроники, Норман Аллей (Universal News) и Эрик Майелл (Movietone News), которые смогли сделать значительное количество снимков во время атаки и после неё с берега, когда «Панай» затонул посреди реки.
Посол США немедленно подал официальный протест. Японское правительство взяло на себя ответственность за инцидент, но настаивало на том, что атака была непреднамеренной. Японцы утверждали, что пилоты якобы не смогли различить китайский и американский флаги с расстояния 300 или более ярдов, с которого была произведена атака. 22 апреля 1938 года была выплачена крупная компенсация, и инцидент был официально урегулирован; однако это происшествие продолжало усугублять дальнейшее ухудшение отношений между Японией и США.